# Municipio de Marion (condado de Bradley)
El municipio de Marion (en inglés: Marion Township) es un municipio ubicado en el condado de Bradley en el estado estadounidense de Arkansas. En el año 2010 tenía una población de 194 habitantes y una densidad poblacional de 2,49 personas por km².

## Geografía
El municipio de Marion se encuentra ubicado en las coordenadas 33°27′49″N 92°1′39″O / 33.46361, -92.02750. Según la Oficina del Censo de los Estados Unidos, el municipio tiene una superficie total de 78.06 km², de la cual 77,57 km² corresponden a tierra firme y (0,62 %) 0,49 km² es agua.

## Demografía
Según el censo de 2010, había 194 personas residiendo en el municipio de Marion. La densidad de población era de 2,49 hab./km². De los 194 habitantes, el municipio de Marion estaba compuesto por el 95,88 % blancos, el 2,58 % eran afroamericanos, el 0,52 % eran de otras razas y el 1,03 % eran de una mezcla de razas. Del total de la población el 2,58 % eran hispanos o latinos de cualquier raza.